# Euthanasie-Prozesse
Die Euthanasie-Prozesse umfassen die NS-Prozesse gegen Ärzte, Pflegepersonal und Behördenmitarbeiter wegen der Euthanasiemorde zur Zeit des Nationalsozialismus nach Ende des Zweiten Weltkriegs.

## US-Militärgerichte

### Wiesbaden
Im Wiesbadener Prozess vor einem amerikanischen Militärgericht wurde vom 8. bis 15. Oktober 1945 die Ermordung von 476 russischen und polnischen Zwangsarbeitern in der Tötungsanstalt Hadamar durch Leon Jaworski angeklagt. Alfons Klein und die Pfleger Heinrich Ruoff und Karl Willig wurden zum Tode verurteilt, der Arzt Adolf Wahlmann aufgrund seines hohen Alters zu lebenslänglicher Freiheitsstrafe. Zwei Verwaltungsangestellte erhielten Freiheitsstrafen von 35 Jahren und 30 Jahren und die einzige weibliche Angeklagte Irmgard Huber 25 Jahre. Die Todesurteile wurden am 14. März 1946 vollstreckt. Eine Anklage wegen der Ermordung von etwa 15.000 weiteren Menschen war nach geltendem Kriegsrecht nicht möglich.

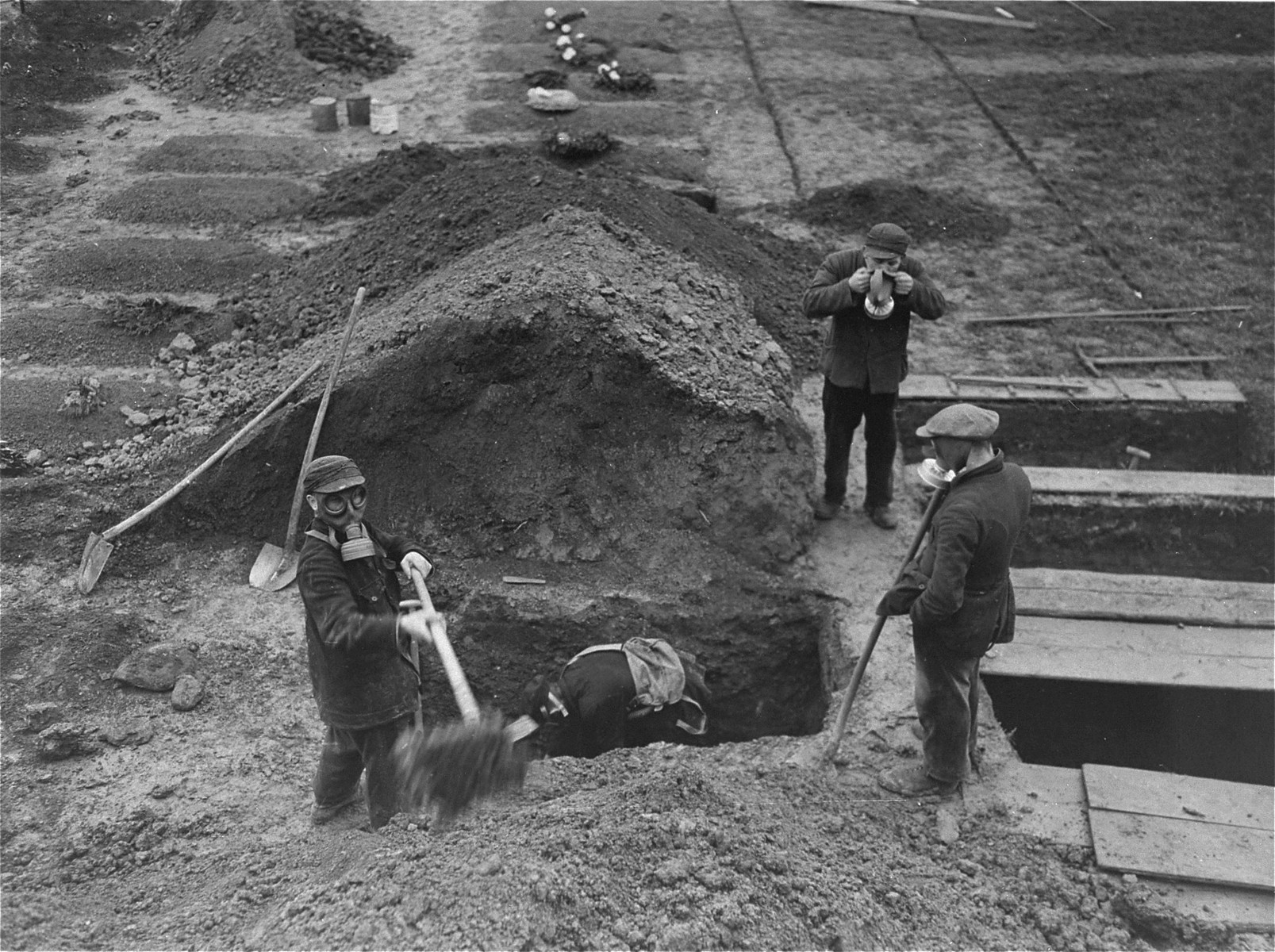
Exhumierung getöteter Zwangsarbeiter, Hadamar April 1945.
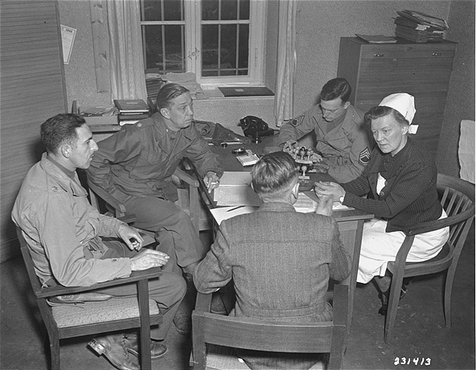
Vernehmung der Oberschwester Irmgard Huber, Hadamar Mai 1945.

### Nürnberger Ärzteprozess

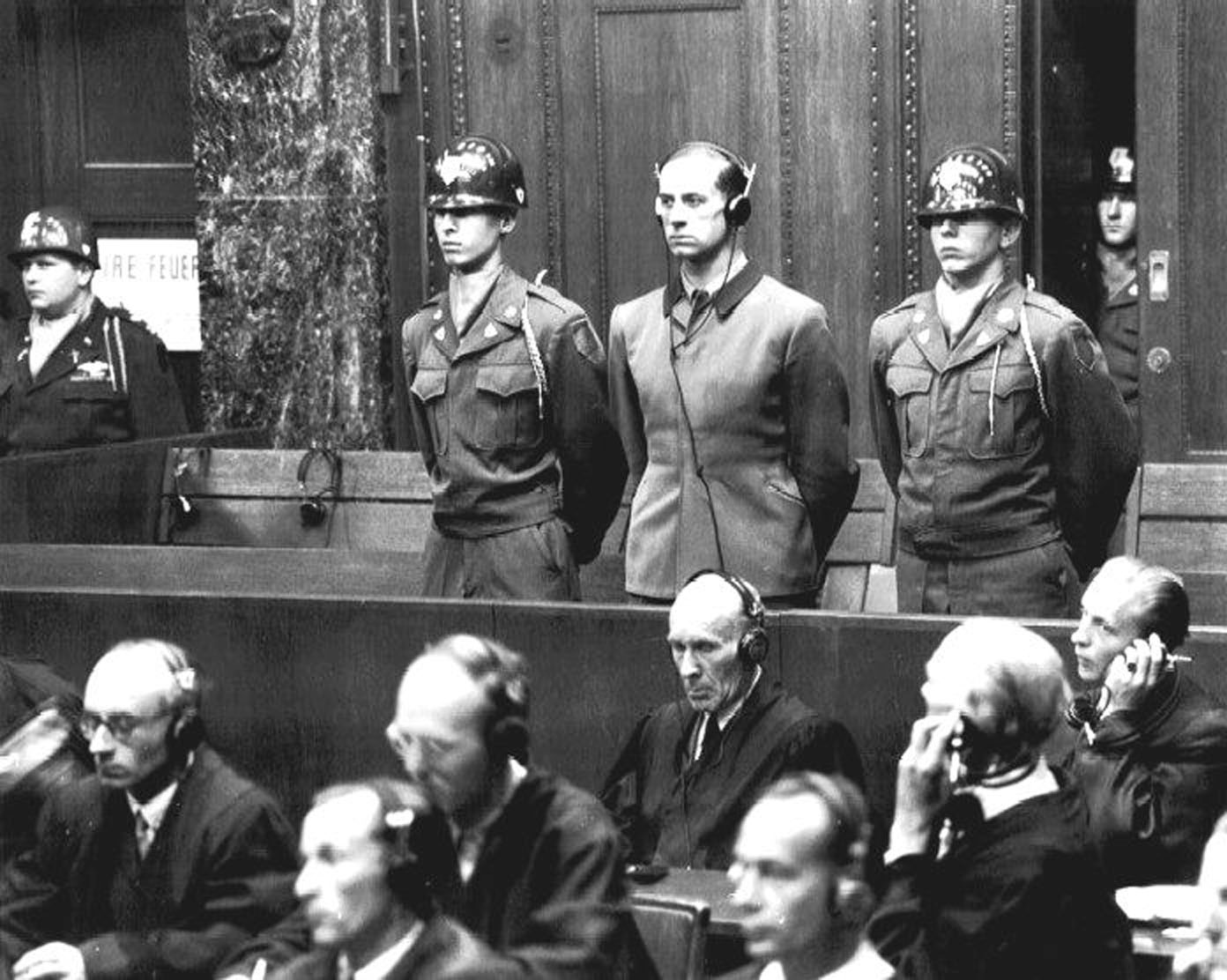
Karl Brandt bei der Urteilsverkündigung im Nürnberger Ärzteprozess

→ Hauptartikel: Nürnberger Ärzteprozess
Vom 9. Dezember 1946 bis zum 20. August 1947 fand der Nürnberger Ärzteprozess im Nürnberger Justizpalast vor einem amerikanischen Militärgericht statt. Gegenstand der Anklage waren dort allerdings vor allem Menschenversuche in nationalsozialistischen Konzentrationslagern.
Neben 20 KZ-Ärzten wurden auch Viktor Brack, Leiter des Hauptamtes II der Kanzlei des Führers (KdF) und Karl Brandt, Generalkommissar für das Sanitäts- und Gesundheitswesen wegen des NS-Euthanasieprogramms angeklagt. Beide erhielten die Todesstrafe und wurden am 2. Juni 1948 im Kriegsverbrechergefängnis Landsberg hingerichtet. Im Urteil zu Brandt wurde „besonders stark gewichtet, dass die von Anfang an geplante und in der zweiten Phase auch vollzogene Ausdehnung der sogenannten ‚Euthanasie‘-Aktion auf ‚Mischlinge (Halbjuden)‘, Juden, ‚unerwünschtes Volkstum‘ und KZ-Häftlinge auch ‚machtlose Menschenwesen anderer Nationalität‘ dem Morden ausgesetzt und Brandt sich mithin ‚der Ausrottung fremder Staatsangehöriger schuldig gemacht‘ habe.“

## Deutsche Gerichte
Als es während der Morde zu Ermittlungen einzelner Staatsanwaltschaften kam, wurden bei der Schlegelberger-Konferenz in Berlin unter dem kommissarischen Reichsminister der Justiz Franz Schlegelberger im April 1941 Generalstaatsanwälte und Oberlandesgerichtspräsidenten über das Mordprogramm informiert und mündlich angewiesen, Strafanzeigen entgegen dem Legalitätsprinzip unbearbeitet dem Reichsjustizministerium vorzulegen. Damit sollte alles verhindert werden, was die reibungslose Durchführung des Mordprogramms behindern könnte. Der Bischof von Limburg Antonius Hilfrich protestierte am 13. August 1941 beim Reichsjustizminister gegen die planmäßige Ermordung und die Missachtung des § 211 StGB.

### Dresdner Ärzteprozess
Am 16. Juni 1947 wurde in der sowjetischen Besatzungszone der Prozess gegen den Psychiater Paul Nitsche und 18 weitere ehemalige Ärzte, Pfleger und Krankenschwestern der Landesanstalt Großschweidnitz und der Tötungsanstalt Pirna-Sonnenstein vor dem Landgericht (Schwurgericht) Dresden eröffnet. Der Dresdener Prozess gilt als einer der frühesten Versuche der deutschen Justiz zur juristischen Aufarbeitung der NS-Krankenmorde. Er fand unter Oberhoheit der sowjetischen Besatzung statt, Rechtsgrundlage war das Kontrollratsgesetz Nr. 10, das unter anderem die Bestrafung von Verbrechen gegen die Menschlichkeit vorsah.
Zwischen dem 16. Juni und dem 25. Juni wurden die Angeklagten und die Zeugen in öffentlichen Sitzungen vernommen. Durch die Medien fand der Prozess in der Öffentlichkeit große Aufmerksamkeit. Die Sächsische Zeitung berichtete täglich über den Verlauf des Prozesses.
Am 7. Juli 1947 wurde das Urteil verkündet. Die Staatsanwaltschaft hatte zwar elfmal die Todesstrafe beantragt, jedoch wurde sie nur viermal ausgesprochen. Besonders bei den Krankenschwestern fielen die Urteile meist geringer aus als gefordert wurde. Einzelne Angeklagte, darunter der Hauptangeklagte Alfred Schulz sowie der Leiter der Kinderfachabteilung Arthur Mittag, hatten sich zuvor suizidiert resp. Suizidversuche begangen, an deren Folgen sie verstarben. Im März 1948 wurden die Todesurteile in Dresden vollstreckt, nachdem eine Revision gegen das Urteil mit Beschluss des Oberlandesgerichts Dresden vom 27. September 1947 als unbegründet verworfen worden war. Die hohen Haftstrafen wurden im Jahr 1956 im Zuge einer Amnestie erlassen.

### Grafeneck-Prozesse

#### Freiburg/Br.
1947 begann vor dem Schwurgericht Freiburg in der französischen Besatzungszone der erste Grafeneck-Prozess. Angeklagt waren Ludwig Sprauer, der oberste Medizinalbeamte im Karlsruher Innenministerium und Arthur Schreck, Direktor der Pflegeanstalten Rastatt, Illenau und Wiesloch, wegen Verbrechen gegen die Menschlichkeit und Beihilfe zum Mord an Anstaltsinsassen. Am 16. November 1948 sprach das Gericht die beiden Angeklagten schuldig und verurteilte sie zu lebenslangem Zuchthaus.
Trotz einer erdrückenden Beweislast hob das Oberlandesgericht Freiburg in der Revisionsverhandlung dieses Urteil mit seiner Entscheidung vom 13. Oktober 1949 auf und verwies das Verfahren zurück an das Schwurgericht. Die Strafe für Sprauer wurde dort auf 11 Jahr herabgesetzt, für Schreck auf 12 Jahre. Darüber hinaus wurden beiden Verurteilten für fünf Jahre ihre bürgerlichen Ehrenrechte aberkannt.
1951 wurden beide vom Stuttgarter Justizministerium wieder aus der Haft entlassen. Der baden-württembergische Ministerpräsident Gebhard Müller setzte am 23. Juli 1954 die verbliebenen Gefängnisstrafen endgültig außer Vollzug und sprach den beiden eine monatliche Unterhaltszahlung von jeweils 450 DM zu.

#### Frankfurt am Main
Im Januar 1948 verhandelte das Landgericht Frankfurt am Main eine Anklage wegen Beihilfe zum Mord gegen Pauline Kneissler, Minna Zachow, Edith Korsch und Käthe Gumbmann, die als ehemalige Pflegeschwestern in verschiedenen Vernichtungsanstalten tätig waren. Die Pflegerinnen hatten die „Todestransporte“ von den „Abgabeanstalten“ nach Grafeneck begleitet, die Patienten nach der Ankunft dort entkleidet, um sie ins Arztzimmer zu bringen und schließlich die Kranken nach dieser Untersuchung zu den Gaskammern gebracht. Sie wurden, bestätigt durch das Oberlandesgericht Frankfurt am Main in der Revisionsverhandlung, als „Täter und Gehilfen“ in Bezug auf den abgeurteilten Straftatbestand zu Zuchthausstrafen von drei bis vier Jahren verurteilt. Der Prozess wird zu den Frankfurter Euthanasie-Prozessen gezählt.

#### Tübingen
Die umfangreichen Vorbereitungen durch die französische Militärregierung zu den „Euthanasie“-Morden in Grafeneck und den umliegenden Anstalten waren Grundlage für eine Anklage wegen der Ermordung von 10.654 Patienten gegen zwei beamtete Ärzte (Otto Mauthe und Max Eyrich), zwei ehemalige Direktoren der „Zwischenanstalt“ Zwiefalten (Alfons Stegmann und Martha Fauser), zwei Angehörige des Pflegepersonals (Heinrich Unverhau und Maria Appinger) und zwei Standesbeamte (Jakob Wöger und Hermann Holzschuh) der ehemaligen Landespflegeanstalt Grafeneck vor dem Landgericht Tübingen im Juni 1949. Eugen Stähle, der ehemalige Leiter der Gesundheitsabteilung im Stuttgarter Innenministerium, war bereits am 13. November 1948 in der Untersuchungshaft an Tuberkulose verstorben.
Für alle Beschuldigten stellte das Gericht fest, dass jene bei der Begehung ihrer Taten, auch wenn sie die Existenz eines „Euthanasie-Gesetzes“ annahmen bzw. von ihren Vorgesetzten entsprechende Anweisungen erhielten, ein Bewusstsein für die Rechtwidrigkeit ihrer Handlungen besaßen. Weiterhin stellte das Gericht fest, dass der Schuldausschließungsgrund eines Nötigungsnotstands wegen der Androhung einer möglichen Haftstrafe im Konzentrationslager nur zugunsten von Unverhau, Appinger, Wöger und Holzschuh vorlag, nicht hingegen für den Angeklagten Mauthe, da jener im Falle seiner Ablehnung bei den NS-Krankenmorden mitzuwirken, offensichtlich keine Gefahr für Leib und Leben hätte befürchten müssen. Bei Max Eyrich und Martha Fauser nahm das Gericht eine entschuldigende Pflichtenkollision an.
Otto Mauthe und Alfons Stegmann wurden wegen  Beihilfe zu einem Verbrechen gegen die Menschlichkeit nach dem Kontrollratsgesetz Nr. 10 zu mehrjährigen Haftstrafen verurteilt.
Das Urteil wurde nach der Revisionsentscheidung des Oberlandesgericht Tübingen vom 14. März 1950 rechtskräftig.

### Düsseldorfer Prozess
In einem Prozess vor dem Landgericht Düsseldorf (britische Besatzungszone) im Jahre 1948 wurde der Psychiater Hermann Wesse, Leiter der „Kinderfachabteilung“ Waldniel, der 1947 vom Landgericht Frankfurt im Kalmenhof-Prozess wegen Mordes in 25 Fällen zum Tod verurteilt worden war, wegen Kindermorden zu lebenslanger Haft verurteilt.

### Magdeburg
Mit Urteil vom 14. Februar 1948 verurteilte das Landgericht Magdeburg mehrere Pfleger der „Zwischenanstalt“ und der Kinderfachabteilung der Landesheil- und Pflegeanstalt Uchtspringe wegen Beihilfe zum Verbrechen gegen die Menschlichkeit (Vergiftung 350 kranker Kinder und 100 Erwachsener durch Eingeben von Luminal-Tabletten und Morphium) zu einer Gefängnisstrafe zwischen vier und sechs Jahren.
Mit Urteil vom 20. Februar 1952 wurde Richard von Hegener, Vertreter Hans Hefelmanns im Amt IIb der Kanzlei des Führers (KdF), vom Landgericht Magdeburg, Az. 11 KLs 139/51 wegen Verbrechen gegen die Menschlichkeit nach dem Kontrollratsgesetz Nr. 10 zu einer lebenslänglichen Zuchthausstrafe verurteilt und als Hauptschuldiger im Sinne der Kontrollratsdirektive Nr. 38 festgestellt.

### Göttingen
Am 2. Dezember 1953 verurteilte das Landgericht Göttingen die ehemalige Leiterin der Landesheil- und Pflegeanstalt Uchtspringe wegen der Verabreichung von Tabletten oder Morphiumspritzen an „geistig tiefstehende“ Kinder und Erwachsene zunächst wegen Totschlags, stellte das Verfahren jedoch durch Beschluss vom 27. Dezember 1954 nach dem Straffreiheitsgesetz 1954 ein.

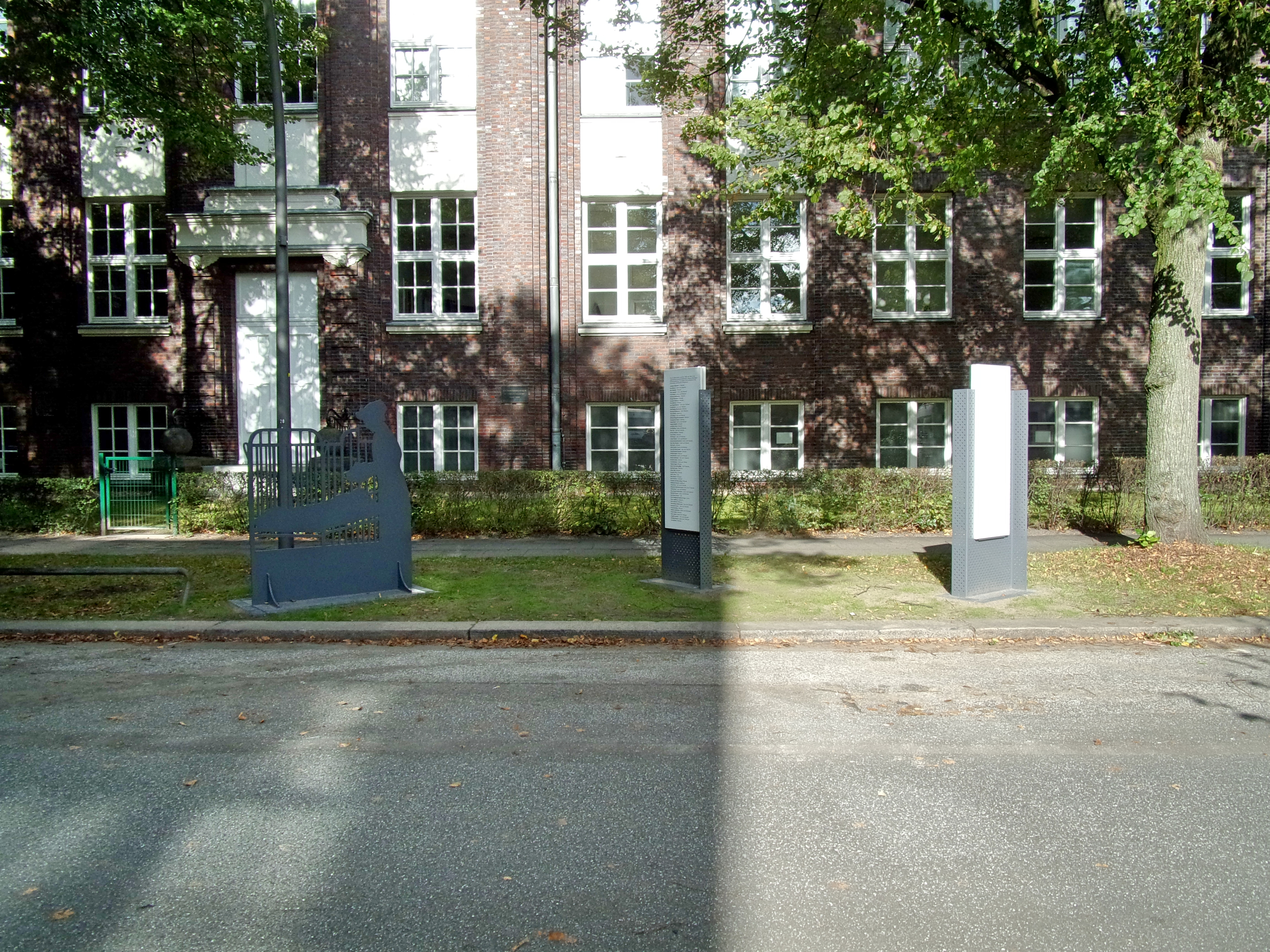
Mahnmal zur Erinnerung an die ermordeten Kinder am ehemaligen Kinderkrankenhaus Rothenburgsort

### Hamburg
Im Verfahren vor dem Landgericht Hamburg wegen der Tötung „von mindestens 56 geisteskranken oder sonst lebensuntüchtigen Kindern“ im Kinderkrankenhaus Hamburg-Rothenburgsort lehnte das Gericht am 19. April 1949 die Eröffnung der Hauptverhandlung ab und setzte die 19 Angeschuldigten außer Verfolgung. Bei der Konferenz in der Reichskanzlei in Berlin im Winter 1940 sei ihnen ausdrücklich mitgeteilt worden ist, dass für die bereits seit längerer Zeit geplante Euthanasie nunmehr die gesetzliche Grundlage gegeben sei. Nach Ansicht des Gerichts durften sie deshalb „des Glaubens sein, dass ihr Mitwirken bei der Durchführung der Tötungsaktion durch eine gesetzliche Grundlage gesichert sei“. Sie hätten deshalb zwar rechtswidrig, aber nicht schuldhaft gehandelt.
In einem zweiten Verfahren wurde am 24. April 1973 Anklage gegen Friedrich Karl Lensch, zur Zeit des Nationalsozialismus Direktor der Alsterdorfer Anstalten und Kurt Struve, leitender Verwaltungsbeamter in der Hamburger Gesundheitsverwaltung erhoben. Die Staatsanwaltschaft warf den Angeschuldigten die Verantwortung für die Ermordung von 652 Mensch vor. Dazu gehörten sowohl Kinder als auch der Abtransport von erwachsenen Personen in verschiedene Tötungsanstalten. Struve wurde am 17. Oktober 1974 für verhandlungsunfähig erklärt, die Hauptverhandlung gegen Lensch vom Gericht nicht zugelassen.

### Frankfurter Prozesse
Vor dem Landgericht Frankfurt fanden zwischen 1946 und 1987 acht Verfahren zu den NS-„Euthanasie“-Verbrechen statt. Vier Prozesse in der frühen Nachkriegszeit befassten sich mit Straftaten in NS-Krankenmordanstalten im örtlichen Zuständigkeitsbereich der Generalstaatsanwaltschaft Frankfurt am Main. Vier weitere Prozesse um den Tatbeitrag von Funktionären und T4-Ärzten fanden erst deutlich später statt.

#### 1946 bis 1948
Zwischen 1946 und 1948 gab es vier Prozesse, die zur Verurteilung von Tatbeteiligten der NS-Euthanasie führten. Unter den 44 Angeklagten waren Ärzte, Schwestern und Pfleger aus den Anstalten Hadamar (bei Limburg), Eichberg (Rheingau) und Kalmenhof (Idstein/Taunus), die an den Ermordungen von Patienten beteiligt waren. Sechs Todesurteile wurden gefällt und 19 Haftstrafen verhängt. Letztendlich wurden die Todesurteile nicht vollstreckt und nur zwei Verurteilte wurden nicht begnadigt.

#### Verantwortliche der „Aktion T4“

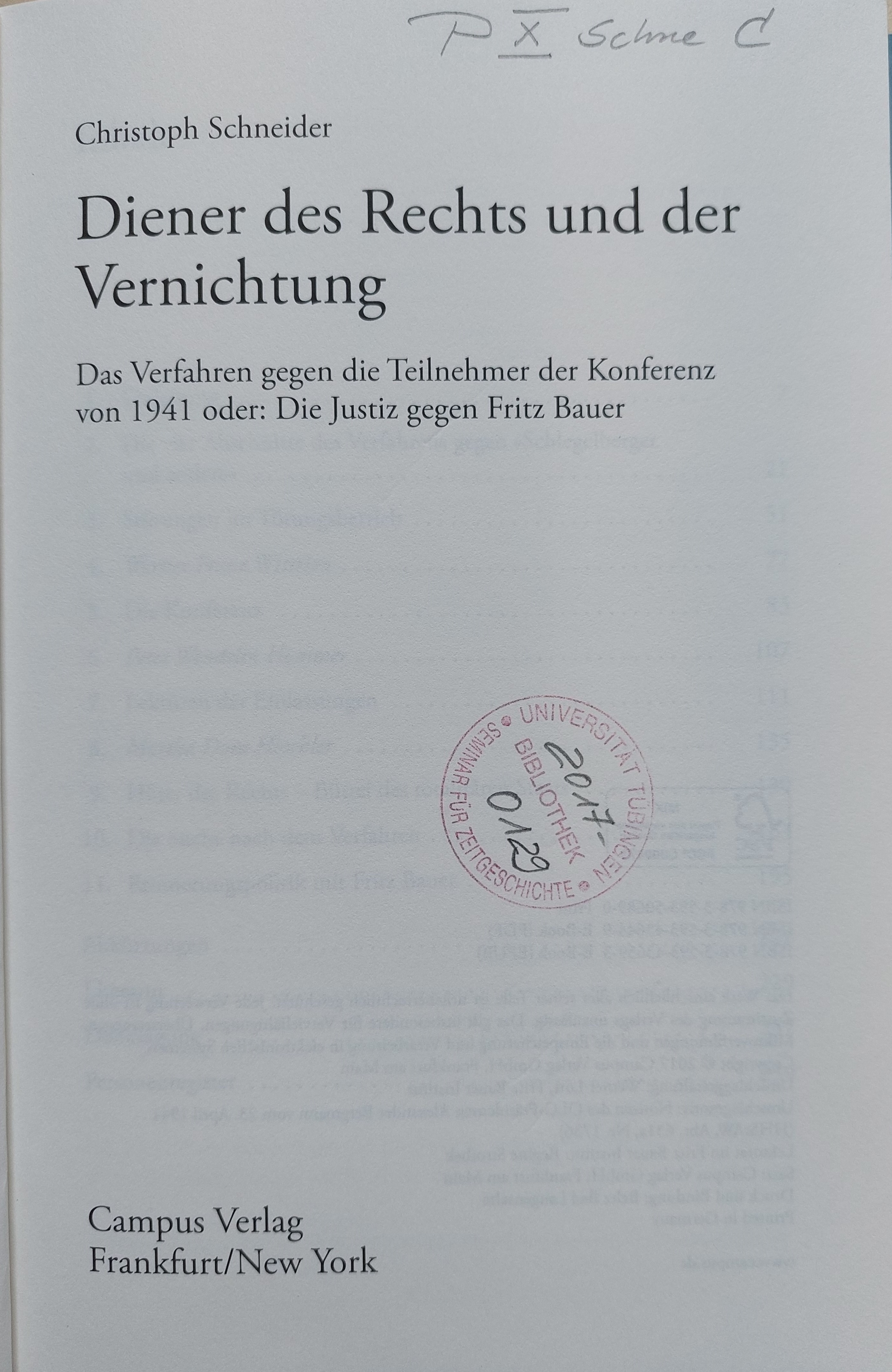
Diener des Rechts (2017)

Fritz Bauer (1903–1968), der als hessischer Generalstaatsanwalt nicht nur die Frankfurter Auschwitzprozesse vorbereitet hatte, ließ in Zusammenarbeit mit der 1958 in Ludwigsburg eingerichteten Zentralen Stelle der deutschen Landesjustizverwaltungen zur Aufklärung von NS-Verbrechen dazu ermitteln.
Der Prozess gegen den ehemaligen Obergutachter und medizinischen Leiter der „Aktion T4“ Werner Heyde (Pseudonym Dr. Fritz Sawade) u. a. sollte die NS-„Euthanasie“ umfassend aufklären. Die Generalstaatsanwaltschaft Frankfurt am Main legte dazu 1962 eine von den Staatsanwälten Karl Heinz Zinnall und Wilhelm Wentzke verfasste 445-seitige Anklageschrift vor.
Heyde wurde Mord in mindestens 100.000 Fällen zur Last gelegt. Er entzog sich jedoch der Hauptverhandlung 1964 durch Suizid, ebenso wie sein Mitangeklagter Friedrich Tillmann (T4-Büroleiter). Der dritte Angeklagte Gerhard Bohne (anfangs T4-Geschäftsführer) war 1963 nach Argentinien geflüchtet. Hans Hefelmann (Organisator der NS-„Kindereuthanasie“) entging dem Verfahren wegen Verhandlungsunfähigkeit. Fritz Bauer erlebte hier eine seiner größten beruflichen Niederlagen.
Im Dezember 1968 wurden Dietrich Allers (T4-Geschäftsführer) und Reinhold Vorberg (Leiter der T4-Transportabteilung) wegen Beihilfe zum Mord zu acht bzw. zehn Jahren Zuchthaus verurteilt. Die Verfahren gegen Gustav Adolf Kaufmann (Leiter der T4-Inspektionsabteilung) und erneut Gerhard Bohne wurden wegen Verhandlungsunfähigkeit eingestellt.
Am 27. Mai 1970 wurden Friedrich Lorent (Leiter der T4-Wirtschaftsabteilung) und Hans-Joachim Becker (T4-„Zentralverrechnungsstelle“) wegen Beihilfe zum Mord zu sieben bzw. zehn Jahren Freiheitsstrafe verurteilt. Becker wurde nach vier Jahren wegen Haftunfähigkeit entlassen. Nach Intention der Staatsanwaltschaft sollten die Ermittlungen gegen Lorent und Becker eigentlich mit den Untersuchungen gegen den ärztlichen Leiter der Tötungsanstalt Hartheim Georg Renno zu einem gemeinsamen Verfahren verbunden werden. Dazu kam es nach dem Einstellungsbeschluss gegen Renno wegen dauerhafter Verhandlungsunfähigkeit jedoch nicht mehr. Die umfangreichen Ermittlungsergebnisse wurden aber auch gegen Lorent und Becker verwendet.

#### 1987
Im letzten Frankfurter „Euthanasie“-Prozess wurden im Mai 1987 die in der Tötungsanstalt Brandenburg und in der Planungsgruppe der Zentraldienststelle T4 tätigen Ärzte Heinrich Bunke und Aquilin Ullrich zu Freiheitsstrafen von je vier Jahren wegen Beihilfe zum Mord verurteilt. Das Gericht sah das Mordmerkmal der Heimtücke als gegeben und stufte die Krankentötungen als rechtswidrig ein. Die Angeklagten hätten gewusst, dass es für die Massentötungen „keine gesetzliche Grundlage geben konnte“. Der Bundesgerichtshof setzte das Strafmaß 1988 auf drei Jahre herab, die Verurteilten 1990 vorzeitig aus der Haft entlassen. Trotz der kurzen Haftzeit werteten Beobachter das Verfahren letztlich als Erfolg, da es erstmals seit langem wieder gelungen war, NS-„Euthanasie“-Täter zur Rechenschaft zu ziehen.

## Österreich

### Hartheim-Prozesse in Linz

#### Erster Prozess
Beim ersten Prozess vor dem Volksgericht Linz wurden zwei Pfleger 1946 zu dreieinhalb beziehungsweise zweieinhalb Jahren schweren Kerkers wegen Beteiligung an Morden und Misshandlungen verurteilt. Sechs Pflegerinnen, deren Tätigkeit als „notdienstverpflichtet“ gewertet wurde, erhielten Freisprüche.

#### Zweiter Prozess

##### Beschuldigte
Im Hartheim-Hauptprozess wurde gegen 61 Personen ermittelt, zu denen auch die ärztlichen Leiter Georg Renno und Rudolf Lonauer gehörten.
Die Tabelle zeigt die Beschuldigten Personen nach Funktion und Geschlecht:
|                                                    | männlich | weiblich | gesamt |
| -------------------------------------------------- | -------- | -------- | ------ |
| Ärzte                                              | 3        | 0        | 3      |
| Pflegepersonal                                     | 15       | 8        | 23     |
| Verwaltungspersonal                                | 9        | 7        | 16     |
| Kraftfahrer                                        | 4        | 0        | 4      |
| „Heizer“ oder „Brenner“ zum Verbrennen der Leichen | 6        | 0        | 6      |
| Unbekannt                                          | 6        | 3        | 9      |
| gesamt                                             | 43       | 18       | 61     |

Renno hatte sich bei Kriegsende nach Deutschland abgesetzt und unter dem Namen Georg Reinig die Praxis eines Arztes übernommen, der sich noch in Kriegsgefangenschaft befand. Er wurde außerdem von einem Pharmakonzern als wissenschaftlicher Mitarbeiter eingestellt. Ab Januar 1955 trat er wieder unter seinem richtigen Namen auf, obwohl er in Österreich mit Haftbefehl gesucht wurde. Das Verfahren gegen ihn wurde schließlich am 19. Dezember 1975 mit Beschluss der 22. Strafkammer des LG Frankfurt/Main eingestellt. Ein Gutachten der II. Medizinischen Universitätsklinik und Poliklinik Mainz vom 22. Oktober 1973 bescheinigte Renno wegen Gefäßverkalkung dauerhafte Verhandlungsunfähigkeit. Renno starb 1997 kurz vor seinem 91. Geburtstag in Neustadt an der Weinstraße. Die umfangreichen Ermittlungsergebnisse der Staatsanwaltschaft Frankfurt am Main um Generalstaatsanwalt Fritz Bauer gegen Renno, die gemeinsam mit österreichischen Behörden und Gerichten zusammengetragen worden waren, gingen jedoch in das Verfahrens gegen Friedrich Lorent und Hans-Joachim Becker vor dem Frankfurter Landgericht ein und führten am 27. Mai 1970 zu deren Verurteilung.
Am 5. Mai 1945 hatte Lohnauer zusammen mit seiner Frau Suizid begangen, nachdem das Ehepaar seine beiden Kinder getötet hatte.

##### Verfahren
Das Verfahren gegen 13 Beschuldigte wurde eingestellt, bei 22 Beschuldigten wurde es abgebrochen aufgrund der Nichtauffindbarkeit des Täters. Bei sieben schon gestorbenen Personen wurde das Verfahren eingestellt, zwei Angeklagte erhielten eine Haftstrafe. 13 Verfahren sind in ein anderes ausgeschieden worden, bei den restlichen drei ist der Ausgang des Verfahrens bis heute unbekannt.
Franz Stangl, Büroleiter in Schloss Hartheim als Nachfolger von Christian Wirth, war der „prominenteste“ Täter, der sich anderweitig verantworten musste. Während der Aktion Reinhardt wurde er Kommandant der Vernichtungslager Sobibor und Treblinka. Nach dem Krieg flüchtete er wegen der Linzer Hartheim-Prozesse 1948 zuerst nach Syrien und emigrierte 1951 nach Brasilien. 1967 wurde er nach Deutschland ausgeliefert und 1970 vom Landgericht Düsseldorf im dritten Treblinka-Prozess zu lebenslanger Haft verurteilt. Er legte Berufung ein und starb 1971 an Herzversagen, bevor das Urteil rechtskräftig wurde.
Vinzenz Nohel, einer der „Heizer“ aus Hartheim, wurde als einziger der Täter 1947 hingerichtet, nachdem ein amerikanisches Militärgericht ihn im Mauthausen-Hauptprozess in Dachau zum Tode verurteilt hatte. Er wurde auf dem Gefängnisfriedhof des Kriegsverbrechergefängnisses Landsberg am Lech beerdigt.

### Klagenfurter Prozess
Vor dem Außensenat Klagenfurt des Volksgerichts Graz wurden im Frühjahr 1946 der österreichische Psychiater und Primararzt Franz Niedermoser sowie die ehemalige Oberschwester Antonie Pachner, Oberpflegerin Ottilie Schellander und die Pflegerinnen und Pfleger Paula Tomasch, Julie Wolf, Maria Binder, Gottfriede Melichen, Ilse Printschler, Maria Hochmair, Ludmilla Lutschounig, Maria Cholawa, Eduard Brandstätter und Ladislaus Hribar wegen Verbrechen des Mordes nach dem Strafgesetzbuch sowie nach § 4 des Kriegsverbrechergesetzes und des Verbrechens der Verletzung der Menschlichkeit und der Menschenwürde in der Landes-Siechenanstalt bzw. in der Landes-Irrenanstalt Klagenfurt angeklagt. Vom Klagenfurter Krankenhaus erfolgten drei Transporte mit insgesamt mindestens 700 Patienten in die Vernichtungsanstalt Hartheim bei Linz. Nach dem offiziellen Ende der Euthanasie wurden bis Kriegsende 700 bis 900 weitere Patienten direkt im Krankenhaus durch überdosierte Schlafmittel getötet.
Niedermoser, Pachner, Schellander, Tomasch, Wolf, Printschler, Cholawa, Brandstätter und Hribar wurden am 3. April 1946 für schuldig erklärt, 400 Pfleglinge der Irrenanstalt und des Siechenhauses heimtückisch ermordet und „zwischen 1939 und Mai 1945 durch die Art und Weise der Tötungen von Pfleglingen ihre dienstliche Gewalt zur gewalttätigen Behandlung von Pfleglingen und die Anstalt als Tötungsanstalt missbraucht zu haben“. Niedermoser, Brandstätter, Pachner und Schellander wurden zum Tode durch den Strang, Tomasch, Cholawa zu 15 Jahren schweren Kerker und ein hartes Lager monatlich, Printschler, Wolf und Hribar zu 10 Jahren schweren Kerker verurteilt. Binder, Melichen, Hochmair und Lutschounig wurden freigesprochen.
Am Tag der Urteilsverkündung verübte Brandstätter Suizid.
Am 24. Oktober 1946 wurde im Landesgericht Klagenfurt das Todesurteil gegen Niedermoser vollstreckt, Pachner und Schellander zu langjährigen Haftstrafen begnadigt. Am 8. April 1951 verstarb Antonie Pachner im Gefängnis, Schellander wurde im Rahmen einer neuerlichen Begnadigung am 1. April 1955 bedingt aus der Haft entlassen.